# Jack Haig
Jack Haig (* 6. září 1993) je australský profesionální silniční cyklista jezdící za UCI WorldTeam Team Bahrain Victorious.

## Kariéra
Haig vyhrál soutěž mladých jezdců na Tour Down Under 2014. V srpnu 2016 byl jmenován na startovní listině Vuelta a España 2016. V srpnu 2017 Haig získal své první profesionální vítězství, když vyhrál 6. etapu Tour de Pologne. V květnu 2018 byl Haig jmenován na startovní listině Gira d'Italia 2018 a v červenci 2019 byl jmenován na startovní listině Tour de France 2019.
V srpnu 2020 Haig podepsal tříletý kontrakt s týmem Bahrain–McLaren, později přejmenovaném na Team Bahrain Victorious, od sezóny 2021.
Na Vueltu a España 2021 přijel jako domestik pro Mikela Landu, avšak po jeho velkých ztrátách se Haig stal hlavní nadějí svého týmu na celkové vítězství. Do cíle v Santiagu de Compostela nakonec dojel na celkovém 3. místě.

## Hlavní výsledky
2012
Kolem Brightu
vítěz etap 2 a 3
2013
Národní šampionát horských kol
 vítěz cross-country do 23 let
Kolem Tasmánie
celkový vítěz
vítěz 1. etapy (TTT)
Kolem Toowoomby
2. místo celkově
vítěz 3. etapy (TTT)
National Capital Tour
2. místo celkově
Národní šampionát
3. místo silniční závod do 23 let
North West Tour
3. místo celkově
vítěz 1. etapy (ITT)
Kolem Brightu
3. místo celkově
3. místo Kolem Perthu
Mistrovství Oceánie
7. místo silniční závod
2014
Kolem Toowoomby
celkový vítěz
vítěz etap 2 a 3 (TTT)
Tour Down Under
 vítěz soutěže mladých jezdců
Tour Alsace
2. místo celkově
 vítěz soutěže mladých jezdců
Herald Sun Tour
3. místo celkově
 vítěz soutěže mladých jezdců
Kolem Koreji
3. místo celkově
4. místo GP Capodarco
7. místo Gran Premio di Poggiana
2015
Tour de l'Avenir
2. místo celkově
2. místo Gran Premio Palio del Recioto
Tour Alsace
5. místo celkově
5. místo Gran Premio di Poggiana
Giro della Valle d'Aosta
9. místo celkově
9. místo Chrono Champenois
2016
Kolem Slovinska
2. místo celkově
 vítěz bodovací soutěže
Herald Sun Tour
5. místo celkově
2017
Kolem Slovinska
3. místo celkově
Tour de Pologne
8. místo celkově
vítěz 6. etapy
9. místo Giro dell'Emilia
2018
Kolem Utahu
3. místo celkově
2019
3. místo Bretagne Classic
3. místo Gran Premio Bruno Beghelli
Paříž–Nice
4. místo celkově
Czech Cycling Tour
5. místo celkově
vítěz 1. etapy (TTT)
Vuelta a Andalucía
6. místo celkově
6. místo Il Lombardia
Volta a la Comunitat Valenciana
7. místo celkově
2020
Vuelta a Andalucía
2. místo celkově
vítěz 4. etapy
Volta a la Comunitat Valenciana
2. místo celkově
Tirreno–Adriatico
2021
Vuelta a España
3. místo celkově
Critérium du Dauphiné
5. místo celkově
Paříž–Nice
7. místo celkově
Tour de La Provence
7. místo celkově
2022
Critérium du Dauphiné
5. místo celkově
Paříž–Nice
6. místo celkově
Vuelta a Andalucía
6. místo celkově

### Výsledky na etapových závodech
| Výsledky na Grand Tours        |      |      |      |      |      |      |      |      |      |
| Grand Tour                     | 2016 | 2017 | 2018 | 2019 | 2020 | 2021 | 2022 | 2023 | 2024 |
| Giro d'Italia                  | —    | —    | 36   | —    | DNF  | —    | —    | 19   | —    |
| Tour de France                 | —    | —    | —    | 38   | —    | DNF  | DNF  | 28   | 31   |
| Vuelta a España                | 117  | 21   | 19   | —    | —    | 3    | —    | —    |      |
| Výsledky na etapových závodech |      |      |      |      |      |      |      |      |      |
| Závod                          | 2016 | 2017 | 2018 | 2019 | 2020 | 2021 | 2022 | 2023 | 2024 |
| Paříž–Nice                     | —    | —    | —    | 4    | —    | 7    | 6    |      |      |
| Tirreno–Adriatico              | —    | —    | —    | —    | 10   | —    | —    |      |      |
| Volta a Catalunya              | 61   | —    | 56   | —    | NS   | —    | DNF  |      |      |
| Kolem Baskicka                 | —    | —    | —    | —    | NS   | —    | —    |      |      |
| Tour de Romandie               | 39   | 22   | —    | —    | NS   | 67   | —    |      |      |
| Critérium du Dauphiné          | 39   | 31   | —    | 27   | 27   | 5    | 5    |      |      |
| Tour de Suisse                 | —    | —    | 13   | —    | NS   | —    | —    |      |      |

| —   | Nezúčastnil se |
| DNF | Nedokončil     |